# Battir
Battir (en árabe: بتير‎) es un pueblo palestino localizado en Cisjordania, en la gobernación de Belén, a 5 km de Belén y al suroeste de Jerusalén. La localidad ya estuvo habitada durante los periodos bizantino e islámico, mientras que en los censos otomanos y británicos su población se manifestaba mayoritariamente musulmana. En el pasado, la aldea se ubicaba en la principal ruta que unía Jerusalén con Beit Jibrin, y actualmente se encuentra en la ruta del ferrocarril Jaffa-Jerusalén, que sirvió como línea de armisticio entre Israel y Jordania entre 1949 y 1967. Desde la Guerra de los Seis Días de 1967, Battir ha permanecido ocupada por Israel junto con el resto de Palestina. Tras la firma de los Acuerdos de Oslo en 1993, Battir se encuentra bajo la administración de la Autoridad Nacional Palestina. Según las proyecciones demográficas de la Oficina Central de Estadísticas de Palestina, su población a mediados de 2024 es de 5.393 habitantes.
En 2014, la Unesco proclamó el paisaje cultural de Battir como Patrimonio de la Humanidad, incluyéndolo en la lista del Patrimonio de la Humanidad en peligro.

## Geografía y clima
Battir se encuentra en una colina de Wadi el-Jundi (literalmente, el “Valle del Soldado”), que recorre de sur a oeste las colinas de Judea y la llanura costera. La localidad se encuentra a una altitud de unos 720 metros por encima del nivel del mar, sus veranos son templados y sus inviernos moderados, con ocasionales nevadas. La temperatura media anual es de 16 °C.
El Estudio de Palestina Occidental del Fondo para la Exploración de Palestina describió en 1883 las defensas naturales de la ciudad, apuntando que sus casas se asientan en terrazas de roca, con rocosos escarpes por debajo; por lo tanto, desde un punto de vista estratégico, es una ubicación poderosa desde el norte, mientras que desde el sur un pequeño cuello de botella entre dos desfiladeros conecta la colina con la cordillera principal.

## Historia

### Antigüedad
La fortaleza de Betar, de cuyo nombre procede el de Battir, se considera el lugar en el que posiblemente, en el siglo II, tuvo lugar la batalla final de la rebelión de Bar Kojba contra el Imperio Romano. La actual localidad palestina se construyó al noreste de unas ruinas conocidas con el nombre de Khirbet al-Yahudi ("ruinas judías"), y “se identifica unánimemente con Betar, el último bastión de la Segunda Revuelta contra los Romanos, donde su líder, Bar Kojba, encontró la muerte en el año 135 d.C.”. De hecho, “unas terrazas agrícolas modernas siguen la línea de las antiguas murallas de la fortificación”. Según la tradición, se dice que en este lugar está enterrado el sabio Tanaim Eleazar of Modi'im.

### Época otomana
En 1596, Battir aparecía en un registro de impuestos otomano como una aldea de la nahiya de Quds, en la liwá de Quds. Tenía una población de 24 hogares y dos solteros, todos ellos musulmanes, y pagaba impuestos por el trigo, cultivos de verano o árboles frutales, y por cabras o colmenas; en total, unos 4.800 akçe. Todos los ingresos de Battir quedaban asignados a un waqf.
En 1838 aparece citada como Bittir, una aldea musulmana en el distrito de Beni Hasan, al oeste de Jerusalén.
El explorador francés Victor Guérin visitó la zona en los años sesenta del siglo XIX, y poco después, en 1870, un listado de aldeas otomano cifraba la población de Battir en 239 personas en un total de 62 casas, aunque este censo –de carácter militar- solo incluía a los hombres. También se dijo de la aldea que tenía “un hermoso manantial que surge del patio de la mezquita”.  
El Estudio de Palestina Occidental del Fondo para la Exploración de Palestina describió Battir en 1883 como una aldea de tamaño moderado, en la escarpada ladera de un profundo valle.
En 1896, la población de Battir se calculaba en unas 750 personas.
Ya en el siglo XX, el desarrollo de Battir estuvo vinculado a su localización junto a la vía férrea que llegaba a Jerusalén, lo que supuso que la población local tuviera acceso a las oportunidades de la ciudad así como beneficios gracias a ser un lugar de parada de otros viajeros para repostar agua.

### Mandato británico de Palestina
En el censo de Palestina de 1922, Battir aparecía con el nombre de “Batir” y tenía una población de 542 habitantes, todos ellos musulmanes, que se incrementó hasta los 758 habitantes del censo de 1931, de los que 755 eran musulmanes, dos cristianos y uno judío, que vivían en 172 casas.
En 1945 la población era de 1.050 habitantes, todos ellos musulmanes, con una superficie total de 8.028 dunams (unos 8 kilómetros cuadrados), según un estudio oficial de tierra y población. De estos dunams, 1.805 eran plantaciones y regadíos, 2.287 se usaban para cultivar cereales y, por último, 73 estaban clasificados como terreno urbano.

### Ocupación jordana
A la conclusión de la guerra árabe-israelí de 1948, Battir y el resto de Cisjordania pasaron a estar ocupados por fuerzas jordanas. Durante la guerra, la mayoría de los habitantes de la localidad huyeron, aunque Mustafa Hassan y unos pocos más decidieron permanecer. Por la noche encendían velas en las casas y por las mañanas atendían al ganado. Cuando los israelíes se acercaron a la aldea pensaron que estaba todavía habitada y decidieron no atacarla. La línea de armisticio, dibujada a lo largo del ferrocarril, dejó a Battir tan solo unos metros al este, en la zona controlada por Jordania. Al menos el 30% de las tierras de Battir quedaron del lado israelí de la Línea Verde, aunque a sus habitantes se les permitió quedárselas a cambio de que evitasen causar daños a las vías del tren, convirtiéndose así en los únicos palestinos con permiso para cruzar a Israel y trabajar sus tierras hasta la Guerra de los Seis Días de 1967. El censo jordano de 1961 registró 1.321 habitantes en Battir.

### Ocupación israelí
Tras la Guerra de los Seis Días de 1967, Battir quedó bajo ocupación israelí. La población de la localidad en el censo de 1967 era de 1.445 habitantes. 

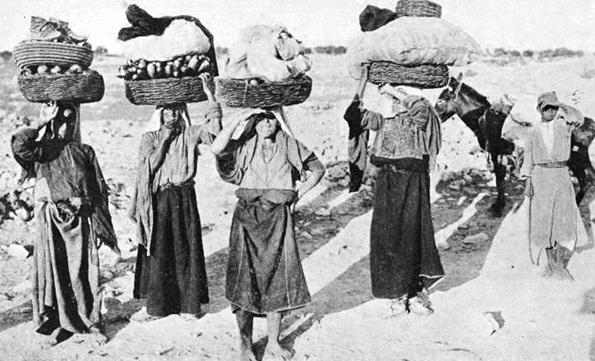
Fellahin en Battir yendo al mercado en 1913.

Desde la firma de los Acuerdos de Oslo en 1995, Battir ha permanecido bajo la administración de la Autoridad Nacional Palestina (ANP). Battir se rige por un consejo local que actualmente dirigen nueve miembros nombrados por la ANP. Según los Acuerdos de Oslo, el 23,7% de la superficie municipal de Battir está dentro del Área B, mientras que el restante 76,3% se define como Área C.  
En 2007, la población de Battir era de 3.967 habitantes. En 2012, dicha población se calculaba en cerca de 4.500 personas.
El 2 de febrero de 2007, un grupo de soldados israelíes mataron de un disparo a Firas Qasqas, un habitante de Battir que había ido a visitar a sus familiares en a-Tira, en las afueras de Ramala. Qasqas estaba paseando con sus dos cuñados por las colinas de la localidad cuando un grupo de soldados dispararon contra él a unos 500 metros de distancia; iba desarmado y no suponía ningún riesgo para los soldados. La bala le entró por la espalda y le atravesó el estómago, muriendo poco después en el hospital. El ejército israelí inició una investigación sobre los hechos, pero la cerró tras escuchar la versión del teniente a cargo de la unidad.
Battir también es conocida por ser la cuna del padre del famoso cómico árabe-americano Dean Obeidallah y también del padre del periodista/escritor palestino-americano Ali Abunimah.
En agosto de 2024, Israel anunció la construcción de un nuevo asentamiento denominado Nahal Heletz, que se ubicará por completo dentro de los terrenos de Battir designados como Patrimonio de la Humanidad. Este asentamiento supondrá la expropiación de más de 60 hectáreas de esta localidad y otras vecinas como Husan y Beit Jala.

## Las terrazas de Battir
Battir posee un sistema de regadío único que se aprovecha de terrazas hechas por el hombre y de un sistema de canales y compuertas que dirigen el agua manualmente. Este sistema de irrigación, que data de la época romana, todavía está en uso y se alimenta de siete manantiales que han proporcionado agua fresca desde hace más de 2.000 años. El sistema de regadío se expande a lo largo de un pronunciado valle cerca de la Línea Verde, por el trazado de una sección del Ferrocarril del Hejaz de época otomana. Los ocho principales clanes de Battir se turnan cada día para regar los cultivos de la aldea. Es por esto que un dicho local dice que “la semana dura ocho días, no siete”. Según el antropólogo Giovanni Sontana, de la Unesco, “quedan pocos o ningún lugar en la zona en los que perviva un sistema tradicional agrícola como este, no solo intacto, sino como una parte más del funcionamiento de la aldea”.
En 2007, los habitantes de Battir denunciaron al Ministerio de Defensa de Israel para intentar obligarlo a cambiar la ruta planeada para el muro israelí de separación, cuyo trazado habría atravesado parte del milenario sistema de regadío de la localidad. La Autoridad de la Naturaleza y Parques de Israel, que en 2005 había aprobado el trazado original del muro, cambió de opinión y redactó un informe de trece páginas en el que declaraba que las terrazas de Battir también eran patrimonio cultural de Israel y, por lo tanto, debían ser salvaguardadas; dicho informe especificaba que las terrazas agrícolas que rodean Battir atestiguan las prácticas agrarias de la región desde hace milenios y se verían dañadas de forma irreparable por el muro, por muy estrecho que fuese su recorrido. Fue la primera vez que una agencia gubernamental israelí mostró su oposición a la construcción de una porción del muro. Este informe fue uno de los cuatro testimonios de expertos que se presentaron para demostrar que el muro dañaría este sistema agrícola único y, a comienzos de mayo de 2013, el Tribunal Supremo de Israel dictaminó que el Ministerio de Defensa debe explicar “por qué la ruta de la barrera de separación a su paso por la aldea de Battir no debería ser anulada o modificada y, además, por qué la barrera no debería ser reconfigurada”. El 2 de julio de 2013, el Ministerio de Defensa remitió un nuevo plan que aseguraba que el muro no destruiría Battir. El vecino asentamiento israelí de Beitar Illit presentó una petición paralela e independiente contra la construcción del muro de separación, en este caso porque temía que la construcción del muro limitase la expansión del asentamiento.
En 2011, la Unesco concedió a Battir un premio de 15.000 dólares por la “Salvaguarda y Gestión de los Entornos Culturales”, gracias a su cuidado de las antiguas terrazas y del sistema de regadío.
En mayo de 2012, la Autoridad Nacional Palestina envió una delegación a la sede de la Unesco en París para debatir la posibilidad de añadir a Battir a la lista de lugares Patrimonio de la Humanidad. El viceministro palestino de Turismo, Hamadan Taha, declaró que la organización quería “mantenerlo como un patrimonio cultural palestino y de toda la humanidad”, haciendo una mención especial a las históricas terrazas y a sus sistemas de regadío. La candidatura de Battir se bloqueó en el último minuto debido a un problema formal: la solicitud se había enviado demasiado tarde. En un documento sobre el daño que el muro de separación causaría a la zona, la propia Autoridad de la Naturaleza y Parques de Israel explicaba que “la lucha de nuestros vecinos por dar a la zona consideración de Patrimonio de la Humanidad nos coloca en una posición vergonzosa, y deberíamos trabajar juntos para proteger el entorno”.
En 2014, Battir fue reconocida por la Unesco como Patrimonio de la Humanidad con la denominación de “Tierra de Olivos y Viñas – Entorno Cultural del Sur de Jerusalén, Battir”.
En enero de 2015, según Akram Badir, alcalde de Battir, el Tribunal Supremo de Israel rechazó la petición del ejército israelí de construir el muro de separación a través de la localidad.

## Arqueología
En el centro de la localidad se encuentra un antiguo baño romano alimentado por un manantial. El arqueólogo D. Ussishkin ha datado los orígenes de la localidad en la Edad del Hierro, y afirma que en la época de la rebelión de Bar Kojba tenía una población de entre mil y dos mil personas elegidas por el propio Bar Kojba debido a su manantial, su ubicación fácilmente defendible en la cima de una colina y su proximidad al principal camino entre Jerusalén y Gaza. También se ha descubierto una inscripción romana cerca de uno de los manantiales de la ciudad; en dicha inscripción aparecen escritos los nombres de la Legión V Macedónica y la Legión XI Claudia, las cuales supuestamente participaron en el sitio de la ciudad durante el reinado del emperador Adriano.
No hay pruebas de que la localidad estuviese habitada en el período inmediatamente posterior a la rebelión de Bar Kojba.

## Ciudades hermanas
- Luton (Reino Unido)